# Kuyu

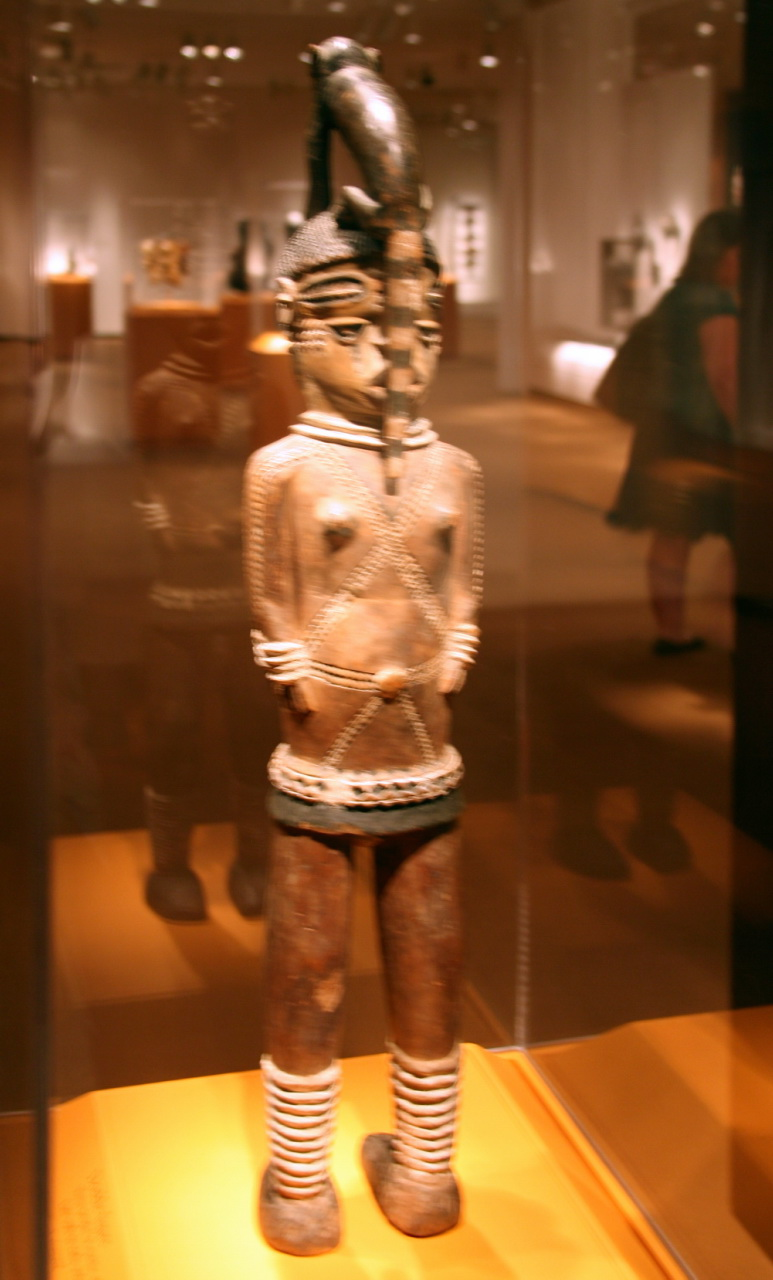
Doppelstatuette der Kuyu

Die Kuyu (auch Koyo, französisch Kouyous) sind ein zentralafrikanisches Volk der Republik Kongo.
Sie sind inzwischen auch in der Hauptstadt des Landes, Brazzaville, präsent.
Die große Mehrheit der Kuyu bekennt sich zum Christentum und spricht als Muttersprache das Koyo.